# マドンナ・デル・ギザッロ教会

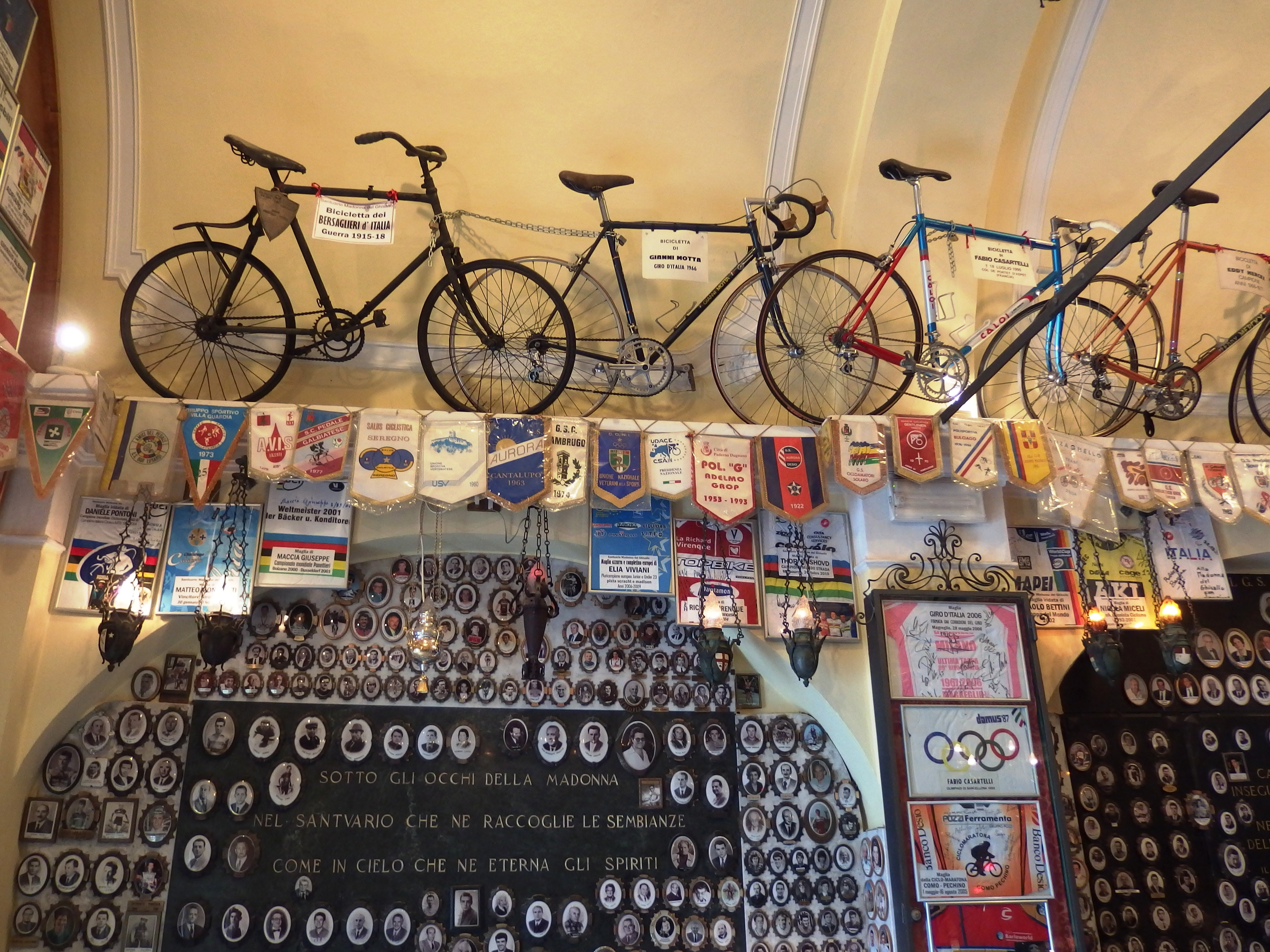
教会に奉納され、展示されている自転車やジャージなどの記念品

マドンナ・デル・ギザッロ (イタリア語: Santuario Madonna del Ghisallo - Magreglio) は、イタリアのロンバルディア州コモ県マグレーリオにある教会である。
元は17世紀に建立された聖母マリアを祀った普通の聖母教会だったが、別荘地としても知られる風光明媚なコモ湖を見下ろすギザッロ峠の頂上にあることからサイクリストにとって自然に休憩地点になっており、古くからサイクリストの聖地となっていた。 この経緯から教会のエルメリンド・ヴィガーノ神父の働きかけによって1949年10月13日には正式に「サイクリストの女神が祀られた教会である」と教皇ピオ十二世より公布された。
伝説によると、中世の伯爵ギザッロは、マグレーリオの集落を旅していた時に盗賊に襲われた。彼は聖堂で聖母マリアの像を見て、それに駆け寄り、強盗から救われたという。この聖母の出現は「ラ・マドンナ・デル・ギザッロ」として知られるようになり、彼女は地元の旅行者の守護聖人になったという。
ヴィガーノ神父の働きかけにより、ジーノ・バルタリ、ファウスト・コッピ、フェリーチェ・ジモンディ、エディ・メルクスといった錚々たるメンバーが使用したバイクやジャージなどが奉納されている。この他に、オリンピックのゴールドメダリストでツール・ド・フランスでの落車事故で亡くなった地元コモ県出身のファビオ・カサルテッリが乗った自転車も納められている。
"カンピオニッシモ" (チャンピオンの中のチャンピオン) とも称されたコッピが死去した際にはパオロ・トデスキーニによって作られた胸像が建立された。
教会横には1973年にエーリオ・ポンティによって製作されたモニュメントがある。手を挙げる勝者と地面に倒れる敗者をモチーフとした像は自転車競技の勝負の哀れみを象徴した作品である。
先述のヴィガーノ神父は1985年に死去したが、墓所は本教会の地下にある。
1992年11月には地元ロンバルディア州出身の1920年代のスター選手で世界選手権を3度制し、イル・ロンバルディアを3連覇を含む4度制覇したアルフレッド・ビンダを称える胸像が建立された。
他にもバルタリの胸像も建立されており、教会を背に左からバルタリ、コッピ、ビンダの順に横一列に並んでいる。
Fondazione Museo del Ciclismo-Madonna delGhisalloは2000年に設立された。その最初の行動は、礼拝堂からバチカンへのトーチリレーを組織し、トーチを当時の教皇ヨハネパウロ2世に届けることであった。このトーチが現在では亡くなったサイクリストのための永遠の炎として燃えている。
2006年には教会に隣接して奉納されたコレクションの保管と科学的調査、そして自転車競技の普及を目的としたギザッロ自転車競技博物館が開館した。
2010年には自転車博物館のMuseo delCiclismoが近くにオープンした
モニュメントの一つに数えられるイル・ロンバルディアは毎年この教会があるギザッロ峠を通過するコースが設定されていることで広く知られている。
また、ジロ・デ・イタリアでも頻繁に取り上げられたことでも知られる。。